# إلى أبي وأمي مع التحية (مسلسل)
إلى أبي وأمي مع التحية، مسلسل كويتي عرض الجزء الأول في أكتوبر 1980 بينما تم تصوير الجزء الثاني في نهايات عام 1981 وعرض بعام 1982، وهو من بطولة خالد النفيسي، حياة الفهد، عبد الرحمن العقل، هدى حسين، بدر المسباح، سحر حسين، أسمهان توفيق، منصور المنصور، فيحان العربيد، وأخرج المسلسل حمدي فريد.

## القصة
مسلسل يناقش قضايا عائلية من جزئين وهو من الأعمال التي لها بصمة وما زالت تتابع بشغف الماضي.يتمحور المسلسل حول عائلة «سعود» المتزوج من «عائشة» ولديهم ولدان «أحمد» الكبير و«ناصر» الأصغر منه وبنتين «ليلى» الكبيرة و«هدى» الصغيرة.
لا شك في أن الجميع شاهد مسلسل «إلى أبي وأمي مع التحية» العمل الأكثر نجاحاً في الدراما الكويتية، وقد قدم العمل في جزأين كل جزء يتكون من 13 حلقة، إنتج وعرض الجزء الأول عام 1980، وإنتج الجزء الثاني نهايات عام 1981 وليبث مع مطلع عام 1982، كتب العمل طارق عثمان وأخرجه حمدي فريد وإنتاج مؤسسة البدر للسيدة عواطف البدر، أبطال الجزء الأول هم: خالد النفيسي، حياة الفهد، عبد الرحمن العقل، هدى حسين، سحر حسين، بدر المسباح، منصور المنصور، علي المفيدي، حسين المنصور، حسين المفيدي، حسين المنصور، عبدالمحسن الخلفان، فيحان العربيد، أحمد العامر، فتحي القطان، وكان العمل من أوائل الأعمال ان لم يكن الوحيد أيضاً الذي يعالج قضايا الأسرة بابعاد تربوية جادة تحت إشراف أساتذة في جامعة الكويت بالتربية، وحاولت الحلقات ان تغطي جميع سلوكيات ومشاكل الأسرة اليومية من مشاكل الزوجين في تربية الأبناء وعلاقة الأبناء مع والديهما، بالإضافة إلى استعراض قضايا الأبناء في جميع مراحلها.. النشأة، الطفولة، المراهقة.
وتقول السيدة عواطف البدر المنتجة للعمل إنها كانت حريصة كل الحرص على الإشراف في تقديم الأعمال التلفزيونية الدرامية، ولكن مسلسل «إلى أبي وأمي مع التحية» حقق النجاح الأكبر بين أعمالها لعدة أسباب أبرزها أن العمل تربوي كلاسيكي يصلح لجميع الأزمنة، وحتى لو تم عرضه بعد عشرين عاماً من تاريخنا هذا سيبقى مُشاهَداً أيضاً، فعلى الرغم من أن كل عائلة في العالم العربي تشاهد نفسها من خلال العمل أيضاً، فان القضايا والمشاكل التي تمت معالجتها هي ثابتة لا تتغير عبر الأزمنة، منها تربية الأبناء والامتحانات والدراسة والتغيرات السلوكية التي تظهر على الأبناء في فترة المراهقة، مثل هذه القضايا والأمور تبقى ثابتة مع مرور الزمن والأجيال المتعاقبة، والجدير بالذكر أن المخرج الراحل حمدي فريد تعرض لوعكة صحية بعد الانتهاء من تصوير العمل وأجبرته على التوقف عن الإخراج لمدة تزيد عن العام، وكان من المفترض ان يقوم بإخراج العديد من الأعمال التي صورت بعد هذا العمل منها «وعد مرزوق»، «درس خصوصي»، «دنيا الدنانير»، وجاءت المصادفة ليعود إلى العمل عام 1982، وتكون عودته من خلال الجزء الثاني من «إلى أبي وأمي مع التحية»، وقد كان إصرار عواطف البدر على التمسك بحمدي فريد هو سبب تأجيل تصوير الجزء الثاني لأكثر من مرة، وفي الجزء الثاني يسترسل طارق عثمان في التطرق إلى معالجة القضايا التربوية ولكن بشكل موسع أكثر وتحديداً بعد إدخال عائلة موازية إلى العائلة الرئيسية وهي الجيران، وقد دخل إلى الجزء‍ الثاني ممثلون آخرون، مثل أسمهان توفيق، هيفاء عادل، كاظم القلاف، سكينة حسين، حمد ناصر، وخرج منه علي المفيدي، عبد المحسن الخلفان، حسين المفيدي.
ومن الأمور التي يجهلها المشاهدون أن دور شيخة الجارة المتطفلة التي ادتها الفنانة أسمهان توفيق بعبقرية كانت ضيفة شرف ودورها محصور في ثلاث حلقات فقط، ولكن اسمهان توفيق أثناء البروفات الأولية للعمل وقبل الانتهاء من كتابة النص بالكامل فاجأت فريق العمل قبل أن تفاجئ المشاهدين بقدراتها المذهلة في الأداء الكوميدي، وهي الفنانة التي اعتاد عليها الجميع في الأدوار التراجيدية المأساوية، لذلك ارتأت عواطف البدر بأن دور الجارة المشاكسة من الممكن أن يكون أكثر عمقاً وطولاً في الحلقات ليكسب العمل جواً من الحيوية وخفة الظل، وطلبت من الكاتب طارق عثمان على الفور أن يجعل من بيت الجارة محوراً رئيسياً ومكملاً للعائلة الأخرى، ودائما ما تصرح أسمهان توفيق بأن دور شيخة في «إلى أبي وأمي مع التحية» يعتبر نقطة مضيئة ومحطة مشرقة في مشوارها الفني.
ورغم مرور ما يقارب الثلاثين عاماً على إنتاج المسلسل المذكور بجزأيه فإن المحطات لا تزال تعرضه باستمرار ودون توقف، وقد انتهى عرضه قبل مدة قصيرة عبر شاشة قناة دبي، لذا يسجل مسلسل «إلى أبي وأمي مع التحية» أكثر الأعمال الكويتية التي تتصف بالخلود عبر تاريخ.
الجزء الأول:
| الحلقة | العنوان        |
| ------ | -------------- |
| 1      | العكاز         |
| 2      | اللحظة الحاسمة |
| 3      | المشروع        |
| 4      | السكرتيرة      |
| 5      | العودة         |
| 6      | إجازة مرضية    |
| 7      | الهدية         |
| 8      |                |
| 9      | دواويح         |
| 10     |                |
| 11     |                |
| 12     | فرج            |
| 13     |                |

الجزء الثاني:
| الحلقة | العنوان              |
| ------ | -------------------- |
| 1      | العكاز               |
| 2      | اللحظة الحاسمة       |
| 3      | المشروع              |
| 4      | السكرتيرة            |
| 5      | العودة               |
| 6      | إجازة مرضية          |
| 7      | الهدية               |
| 8      | ونعم الولد           |
| 9      | دواويح               |
| 10     | الكابوس-الجزء الأول  |
| 11     | الكابوس-الجزء الثاني |
| 12     | فرج                  |
| 13     | الضيف المنتظر        |

## جزء ثالث لأبي وأمي مع التحية
أعلنت الكاتبة والمنتجة عواطف البدر في عام 2011 عن أنتاج جزء ثالث لمسلسل إلى أمي وأبي مع التحية أملا إلى إخراج جيل جديد كما اخرجوا في الأجزاء السنوات السابقة من خلال الأجزاء السابقة لهذا العمل.
أجازت لجنة رقابة النصوص في وزارة الأعلام الكويتية نص إلى أبي وأمي مع التحية (الثالث) في عام 2013.
ومن المحتمل تنفيذه ليصبح جاهزا للعرض في 2014 بثوب جديد ليس له علاقة ب ممثلين الجزء الأول والثاني.
فقد ذكرت بعض الصحف أسماء ستتواجد في الجزء الثالث مثل سليمان ياسين وهيفاء عادل وغيرهم.

## وصلات خارجية
- إلى أبي وأمي مع التحية على موقع IMDb (الإنجليزية)
- إلى أبي وأمي مع التحية على موقع قاعدة بيانات الأفلام العربية
- إلى أبي وأمي مع التحية على موقع قاعدة بيانات الفيلم (الإنجليزية)